# Sally Foster
Sally Foster (ur. 13 kwietnia 1985 w Perth) – australijska pływaczka, specjalizująca się w stylu klasycznym, zmiennym i dowolnym.

## Kariera sportowa
Wicemistrzyni świata z Rzymu (2009) w sztafecie 4 x 100 m stylem zmiennym oraz brązowa medalistka w sztafecie 4 x 100 m stylem dowolnym. Czterokrotna medalistka mistrzostw świata na krótkim basenie z Manchesteru (2008) i Stambułu (2012).
Uczestniczka igrzysk olimpijskich w Pekinie (2008) i w Londynie na 200 m stylem klasycznym (odpowiednio 9. i 8. miejsce).